# Mumeo Oku
Mumeo Oku (奥 むめお, Oku Mumeo), née le 24 octobre 1895 dans la préfecture de Fukui (Japon) et morte le 7 juillet 1997 à Tokyo (Japon), est une féministe et femme politique japonaise. Comptant parmi les cheffes de file du mouvement suffragiste, elle joue un rôle important dans plusieurs mouvements de défense des droits des femmes et des consommateurs. Militante reconnue dans les années 1920, elle a cofondé l'Association de la femme nouvelle aux côtés de Raichō Hiratsuka et Fusae Ichikawa. Elle est membre de la Chambre des conseillers de 1947 à 1965, année où elle prend sa retraite.

## Biographie

### Origines et études
Mumeo Oku est la fille aînée d'un forgeron, qui la pousse à suivre des études. Sa mère meurt de la tuberculose en 1910. En 1912, elle intègre l'université pour femmes du Japon, dont elle est diplômée en économie domestique. Son père meurt en 1918 à l'âge de quarante-deux ans.

### Militantisme féministe et pour la défense des consommateurs
Intéressée par le mouvement ouvrier, elle soutient les grévistes des horlogeries Seiko à Honjō et travaille comme ouvrière textile chez Fujigasu, dans la même ville.

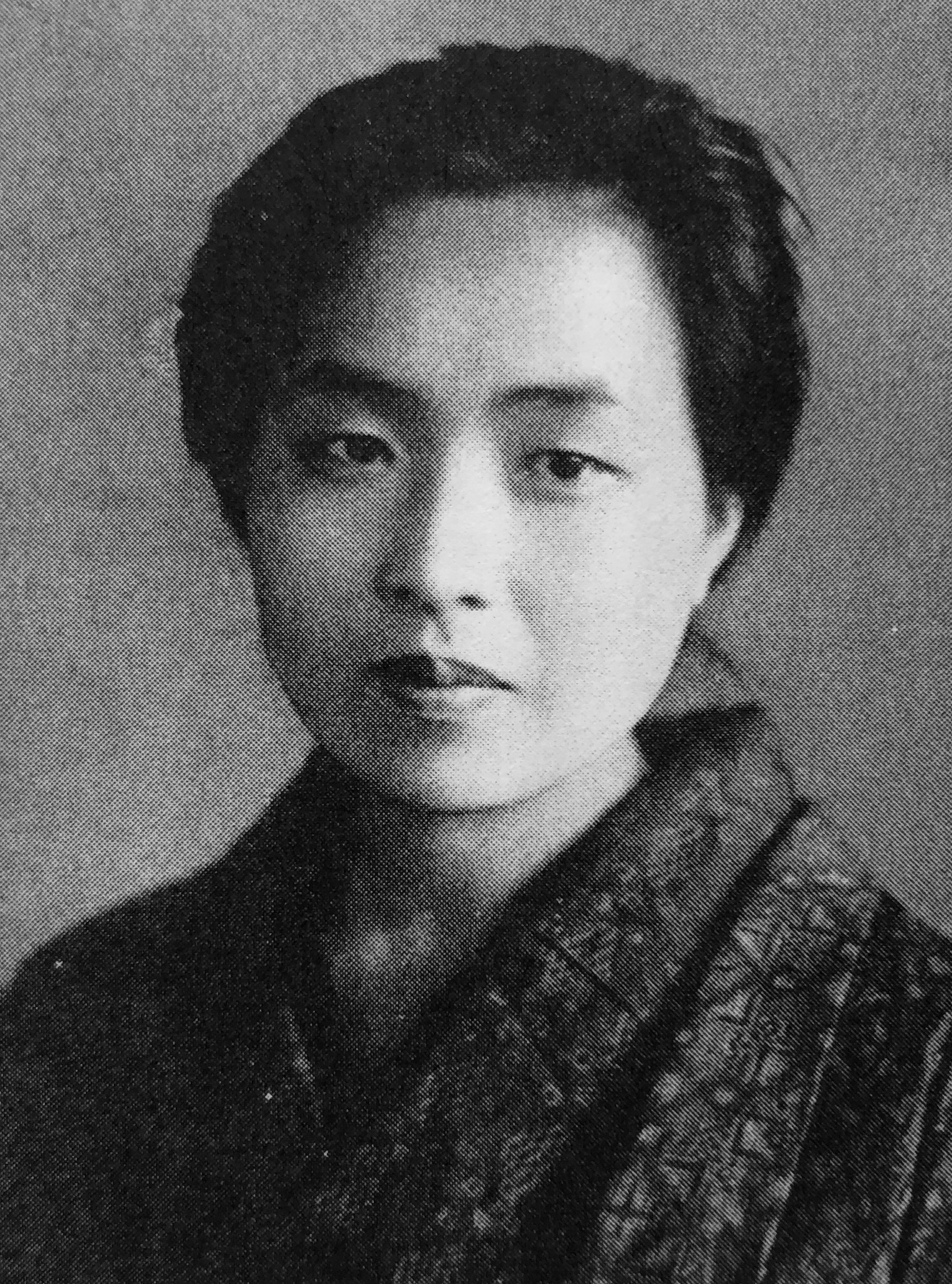
Mumeo Oku vers 1920.

Fin 1919, elle rencontre la féministe Raichō Hiratsuka, qui lui propose de participer avec elle et Fusae Ichikawa à la fondation de l'Association de la femme nouvelle, avec pour objectifs de demander à la Diète une réforme de l'article 5 du Règlement sur la sécurité de la police, qui empêchait les femmes d'adhérer à des organisations politiques et la tenue de réunions à caractère féministe, et de lancer une pétition pour lutter contre les maladies vénériennes en demandant que les futurs maris soient examinés, et que le divorce soit autorisé en cas d'adultère, avec compensation des dépenses de santé,. Après l'échec de la révision de l'article 5, Fusae Ichikawa part pour l'Amérique, démissionnant de la direction de l'association. En parallèle, Raichō Hiratsuka déménage près du mont Akagi, dans la préfecture de Gunma, laissant la direction à Mumeo Oku. Le 25 mars 1922, elle parvient avec l'association à faire réécrire l'article 5.
Le 8 décembre 1922, Mumeo Oku dissout l'Association de la femme nouvelle pour permettre la création de la Ligue des femmes le 17 décembre suivant. Pour former les ouvrières, elle crée aussi la Société des femmes au travail, appuyée par la publication La Femme au travail.
Connaissant une renommée croissante dans les cercles militants de femmes, on l'invite en 1926 à déménager à Nakano, afin d'aider un mouvement local de défense des consommateurs. Elle s'y investit particulièrement, tout en continuant en parallèle à s'impliquer dans diverses organisations de femmes. Elle défend la création de crèches et de garderies pour aider les femmes qui travaillent et crée une institution à Tokyo où leur sont donnés des cours du soir.

### Carrière politique
Lors des élections nationales de 1947 (en) pour la Chambre des conseillers, Mumeo Oku est candidate pour le Kokumin kyōdōtō (国民協同党, Parti national des coopératives (en)). Elle est élue et effectue trois mandats jusqu'en 1965. La même année, elle est décorée de l'ordre de la Couronne précieuse (deuxième classe). 
En 1948, elle devient présidente de l'Union des ménagères et défend notamment la baisse des prix.

## Vie privée et décès
Mumeo Oku épouse Eiichi Oku, un poète qui n'a jamais rencontré le succès et travaillait dans le domaine de la traduction. Elle a un fils, Kyoichi Oku, et une fille, Kii Nakamura, qui, comme sa mère avant elle, a été présidente de l'Union des ménagères.
Elle meurt en 1997 à l'âge de 101 ans. En raison de ses nombreuses contributions militantes, Mumeo Oku aura grandement participé à ce que les femmes japonaises occupent des fonctions publiques, tandis que son association de femmes au foyer a aidé à améliorer la qualité de vie générale au Japon.